# 기독교 예전
기독교 예전(Christian liturgy)은 규정에 근거하여 기독교 회중이나 기독교의 교파들에 의해서 사용되는 예배의 모습이다.  비록 예전이라는 용어는 일반적으로 공적 예배를 의미하는데 사용되지만, 비잔티움 전례는 성찬식을 의미하는 것으로 신성한 예배(Divine Liturgy)라는 말을 사용한다.
예배는 하나님의 말씀(성경)을 배우고 믿음의 격려를 받기위해 기독교인들이 함께 모임을 갖는 것이다. 대부분 기독교 전통에서는 예배는 가능한 성직자에 의해서 집례된다.

## 기독교 예전들

### 서구 기독교 교회

#### 라틴 카톨릭 교회
- 로마 전례, 미사의 형태들
  - Pre-Tridentine Mass
  - 트리엔트 미사 (1570–1969),
  - The Mass of Paul VI, since 1970 the ordinary form of the Roman Rite (1970–present)
  - Anglican Use, (in personal ordinariates and Anglican Use parishes)
- Ambrosian Rite (in Milan, Italy and neighbouring areas)
- Aquileian Rite (defunct: northeastern Italy)
- Rite of Braga (in Braga, Portugal)
- Durham Rite (defunct: Durham, England)
- Gallican Rite (defunct: 'Gaul' i.e. France)
- Mozarabic Rite (in Toledo and Salamanca, Spain)
- Celtic Rite (defunct: British Isles)
- Sarum Rite (defunct: England)
- Catholic Order Rites (generally defunct)
  - Benedictine Rite
  - Carmelite Rite
  - 카르투시오회
  - Cistercian Rite
  - Dominican Rite
  - Norbertine Rite

#### 개신교 교회

##### 개혁교회
종교개혁이시대의 장관의 개혁교 전통을 사용되는 설정의 전례 강조 설교하고 성경이다. 영국 청교도들과 분리주의자에서 멀리 이동 설정한 양식에서 17 세기,그러나 많은 개혁한 교회를 유지한 전례를 계속 사용된다.

##### 루터교회
- 덴마크 교회
- 노르웨이 교회
- 교회의 스웨덴
- 핀란드 복음 루터교회
- 미국 복음주의 루터교
- 루터는 교회–미주리주 총회
- 위스콘신의 복음주의 루터교 총회
  - 성례

##### 성공회 성찬식
- Book of Common Prayer
- Exhortation and Litany (1544)

### 동양의 기독교 교회

#### 동방 정교회 교회
- 신성한 예배의 세인트 존스 크리소스톰 (비잔틴 Rite)
- 신성한 예배의 위대한 (비잔틴 Rite)
- 예배의 세인트 제임스 (비잔틴 Rite)
- 예배의 세인트 마크 (비잔틴 Rite)
- 예배의 Presanctified 선물 또는 예배의 세인트 그레고리 Dialogist (비잔틴 Rite)
- 예배의 성 티콘 (웨스턴 라이트 정교)
- 예배의 세인트 그레고리 (웨스턴 라이트 정교)
- 예배의 세인트 존 디바 (웨스턴 라이트 정교)
- 예배의 성 Germanus (웨스턴 라이트 정교)

- Liturgy of St. James (West Syriac Rite)
- Liturgy of St. Mark, or Liturgy of St. Cyril (Alexandrian Rite)
- Liturgy of St. Basil the Great (Alexandrian & Armenian Rites)
- Liturgy of St. Gregory the Theologian (Alexandrian Rite)
- Liturgy of St. Gregory the Illuminator (Armenian Rite)

#### 동방 아시리아의 교회
- Liturgy of Addai and Mari (East Syriac Rite)
- The Hallowing of Nestorius
- The Hallowing of Theodore of Mopsuestia

#### 동방 가톨릭 교회
- Alexandrian liturgical tradition; 2 rites
  - 콥트 가톨릭교회 예전
  - Ethiopic Rite
- Antiochian (Antiochene or West-Syriac) liturgical tradition; 3 rites
  - Maronite Rite
  - (West) Syriac Rite
  - Syro-Malankara Rite
- Armenian Rite; 1 rite
- East Syriac or Chaldean liturgical tradition; 2 rites
  - Chaldean Rite
  - Syro-Malabar Rite
- Byzantine (Constantinopolitan) liturgical tradition (very uniform except in language); 14 rites
  - Albanian, Belarusian, Bulgarian, Croatian, Greek, Hungarian, Italo-Albanian, Macedonian, Melkite, Romanian, Russian, Ruthenian, Slovak, Ukrainian Rite

## 같이 보기
- en:Anglican devotions
- en:List of Catholic rites and churches
- en:Apostolic Tradition

## 추가 자료
- Reed, Luther D. (1947) The Lutheran Liturgy: a Study [especially] of the Common Service of the Lutheran Church in America. Philadelphia, Penn.: Muhlenberg Press. N.B.: This study also includes some coverage of other Lutheran liturgical services, especially of Matins and Vespers